# Barbagia
Barbagia (Sardijns: Barbàgia of Barbàza) is een geografische, culturele en natuurlijke regio in het binnenland van Sardinië. De regio ligt voornamelijk in de provincie Nuoro, langs het Gennargentumassief.
De naam komt van Cicero, die het land beschreef als bewoond door barbaren; de Romeinse overheersing over dit deel van het eiland was in feite nooit meer dan nominaal als gevolg van de Romeins-Sardinische oorlogen. Dit woord deelt zijn etymologie met het nu verouderde Barbarije.
De Sardiniërs, waarvan veel opstanden uit dit gebied kwamen, werden ook bespot door de oude Romeinen met de pejoratieve term latrones mastrucati, oftewel 'dieven met ruwe wollen kleding'.
In 594 schreef paus Gregorius I een brief aan Hospito, een christen die hij de “leider van de Barbaricini” (dux barbaricinorum) noemt. Hospito stond blijkbaar de evangelisatie van het heidense Barbagia door christelijke missionarissen toe.
Het gebied wordt gewoonlijk verdeeld in vijf Barbagia's: de Barbagia van Ollolai, de Barbagia van Seulo, de Barbagia van Belvì, de Mandrolisai en ten slotte de Barbagia Trigònia, de historische naam waaronder het gebied van Ogliastra ooit werd aangeduid. De laatste twee zijn genoemd naar een subregio en de andere naar hun belangrijkste dorpen.
Het gebied bestaat voornamelijk uit rotsachtige en steile heuvels en bergen, en er is weinig menselijke aanwezigheid. Barbagia is een van de dunst bevolkte gebieden van Europa, waardoor de culturele en natuurlijke schatten van het eiland beter bewaard zijn gebleven. Volgens een proefschrift van de archeoloog Giovanni Lilliu is de Sardijnse geschiedenis altijd gekenmerkt geweest door wat hij noemde de “constante van het Sardijnse verzet”, tegen de indringers die op verschillende momenten probeerden te heersen over de inheemse bewoners. Barbagia is een van de weinige Sardijnse regio's waar de Sardijnse taal in zijn eigen varianten, zowel Nuorees als Campidanees, nog dagelijks gesproken wordt, terwijl de rest van het eiland al grotendeels een grondige Italianisering en taalverandering naar het Italiaans heeft ondergaan.
Een van de belangrijkste dorpen is Gavoi. Orgosolo was beroemd om zijn bandieten en ontvoerders en typische muurschilderingen. Oliena staat bekend om zijn wijnen (vooral de Nepente, een wijn gemaakt van Cannonau-druiven). Een andere bekende plaats is Fonni, de hoogst gelegen plaats van Sardinië op meer dan 1.000 meter boven zeeniveau. Fonni is ook de toegangspoort tot Gennargentu.
De economie bestaat uit landbouw, schapenteelt, kunst en traditie gerelateerde zaken, toerisme en lichte industrie.